# 안톤 마우베
안톤 마우베(네덜란드어: Anthonij (Anton) Rudolf Mauve 안톤 마우베[*])는 1838년에 태어난 네덜란드 사실주의 화가였다. 마우베는 네덜란드 암스테르담에 있는 헤이그 학파의 일원이었다. 자신의 작품에 'A. Mauve (A. 마우베'라고 서명을 하거나 'A.M'이라는 모노그램을 사용했는데, 색상의 거장으로 일컬어지며 자신의 사촌 처남인 빈센트 반 고흐에게 영향을 주었다.

## 그의 생애
안토 마우베는 1838년 9월 18일 네덜란드 북부 도시 잔담에서 태어났다. 1살이 되던 해에 메노파 교도 그의 아버지 윌렘 카렐 마우베가 네덜란드 하를렘에 가게 되었는데 이 곳에서 마우베는 자라게 된다.
1870년경 헤이그에 정착한 그는 가까운 어촌인 스헤베닝겐에서 그림을 그렸다. 1885년 몇몇 풍경화가들과 함께 라렌이라는 시골 마을로 이사를 하여 '네덜란드의 바르비종파'로 불리게 된다.

## 빈센트 반고흐와의 관계
반고흐의 사촌과 결혼한 마우베는 반고흐의 그림에 큰 영향을 끼쳤으며 한때는 존경의 대상이었다. 반고흐가 작성한 약 152점의 편지에서 마우베가 직간접적으로 언급된다.

## 그에 대한 책들
- Dorn, Roland, Schröder, Klaus Albrecht & Sillevis, John, ed.: Van Gogh und die Haager Schule (exh. cat. Kunstforum, Wien 1996), Skira, Milan 1996 ISBN 88-8118-072-3
- Engel, E. P. "Anton Mauve". Academische Uitgeverij Haentjens Dekker & Gumbert, 1967 (University of Michigan)
- Naifeh, Steven; Smith, Gregory White. Van Gogh: The Life. Profile Books, 2011. ISBN 978-1-84668-010-6
- Tralbaut, Marc Edo. Vincent van Gogh, le mal aimé. Edita, Lausanne (French) & Macmillan, London 1969 (English); reissued by Macmillan, 1974 and by Alpine Fine Art Collections, 1981. ISBN 0-933516-31-2.

## 같이 보기
- 빈센트 반 고흐의 편지